# Хеспирия (Калифорния)
Хеспирия (англ. Hesperia, /hɛˈspɪəriə/) — город в США в округе Сан-Бернардино штата Калифорния. 
Расположен в 56 км к северу от центра города Сан-Бернардино в долине Виктор, окруженный пустыней Мохаве . Из-за своей относительно большой высоты и уникальных и умеренных погодных условий региона Хеспирия является частью так называемой Высокой пустыни . Название «Хеспирия» означает «западная земля». По данным переписи населения 2019 года, население города составляет 95 750 человек.

## История
Первыми обитателями этой местности были пустынные серрано (ваньюме). Деревня Ва'пит, как и несколько других деревень, расположенных вдоль реки Мохаве, находилась в непосредственной близости от того места, где сейчас находится Хеспирия. Эти деревни были заселены до начала 1800-х годов и имели тесные связи друг с другом. В Вапите состоялся фестиваль по сбору желудей, в котором приняли участие жители деревень со всей области реки Мохаве.
Хеспирия началась как испанский земельный грант: Ранчо Сан-Фелипе, Лас-Флорес и эль-Пасо-дель-Кахон, основанный в 1781 году. Во время испано-мексиканского правления в XIX веке эта территория представляла собой малонаселённую пустыню. США аннексировали регион вместе с Южной Калифорнией после американо-мексиканской войны в 1848 году.
В 1869 году Макс Стобель приобрел 35,000 акра (14 га) у Земельного управления правительства США за 40 000 долларов. Хотя было предпринято несколько попыток разделить территорию и стимулировать колонизацию, земля в основном использовалась в сельскохозяйственных целях, а основным продуктом был изюм.
Место для города было заложено в 1891 году застройщиками железнодорожной компании Santa Fe Railroad, строительство было завершено в том же году. Хеспирия была названа в честь Геспера, греческого бога Запада. Застройщики железнодорожных участков опубликовали брошюры, которые распространялись по всей стране, рекламируя Хеспирию как потенциальный мегаполис, который должен был стать «Омахой Запада», или прогнозируя, что к 1900 году там будет проживать более 100 000 человек, но переехало только 1 000 человек.
Хеспирия росла сравнительно медленно до завершения строительства американских трасс 66, 91 и 395 в 1940-х годах, а затем межштатной автомагистрали 15 в конце 1960-х годов. Около 30 квадратных миль (78 км2)   земли были отведены под возможную жилую застройку.
В начале 1950-х годов застройщик М. Пенн Филлипс и его молчаливый финансовый партнер, боксер Джек Демпси, финансировали строительство дорог и разделение земельных участков, рекламируя продажи участков по телевидению. Они построили гостиницу Hesperia Inn и поле для гольфа, которые привлекали множество голливудских знаменитостей. В гостинице «Hesperia Inn» также располагался музей Джека Демпси.
Однако основная волна новичков прибыла в Хеспирию в 1980-х годах. Рост пригородов превратил небольшой городок с населением 5000 человек в 1970 году в город среднего размера с населением более 60 000 человек к 2000 году и предполагаемой численностью населения более 95 000 человек по состоянию на 1 июля 2018 года .

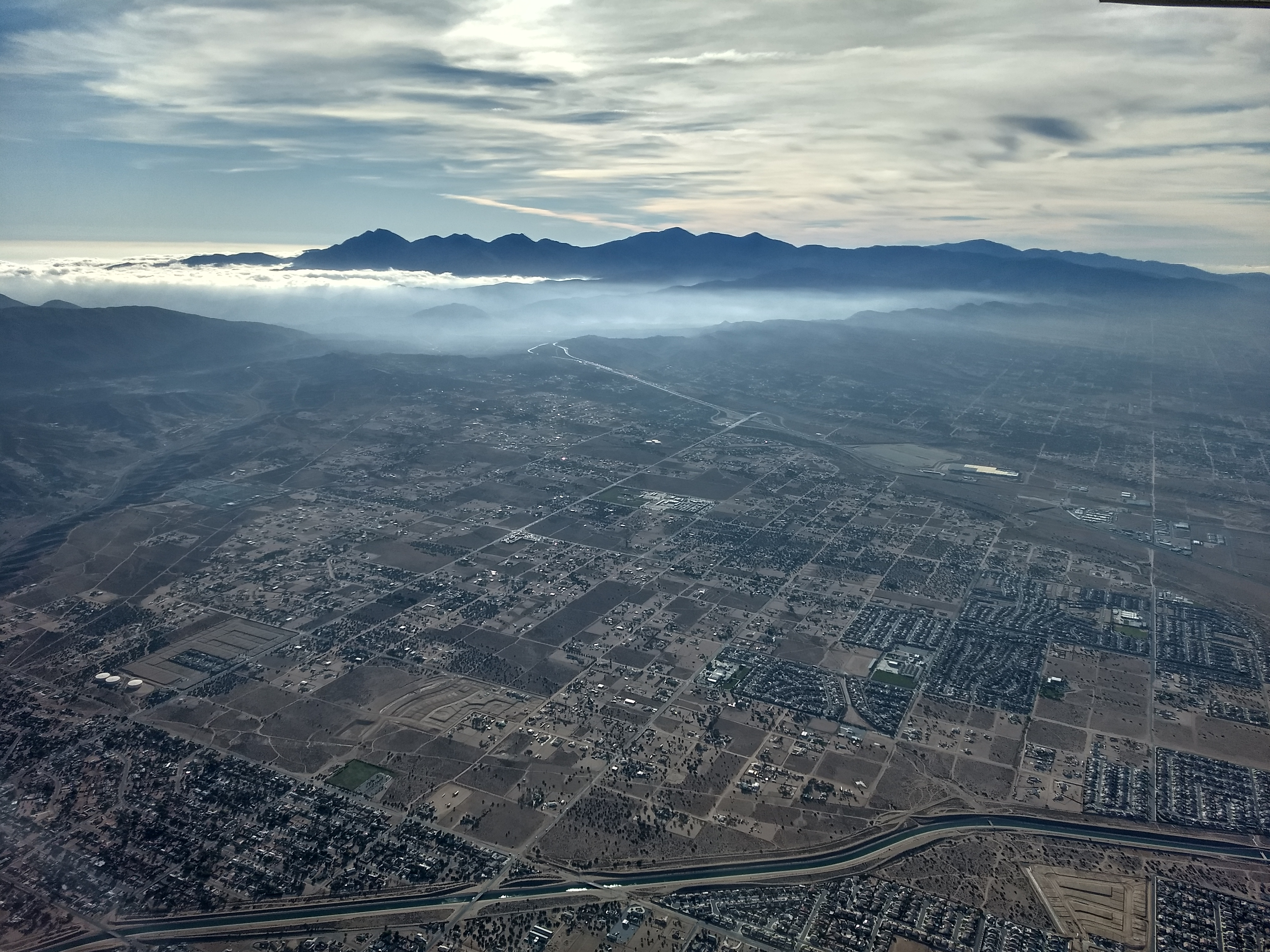
Хеспирия с воздуха, вид на юго-запад, в сторону гор Сан-Габриэль.